# Go-Komatsu
Go-Komatsu (後小松天皇 Go-Komatsu-tennō; 1º agosto 1377 – 1º dicembre 1433) è stato il 100º imperatore del Giappone secondo il tradizionale ordine di successione.

## Biografia
Regnò dal 21 ottobre 1392 sino al 5 ottobre 1412, anche se salì al trono già nel 1382.
Figlio del pretendente al trono Go-En'yū e di Tsūyōmonin no Itsuko (通陽門院厳子), figlia di Sanjō Kimitada (三条公忠). Dalla consorte Sukeko (資子) figlia di Hino Sukekuni (日野資国) ebbe diversi figli fra cui:
- Mihito (実仁親王) (che diventerà l'imperatore Shōkō)
- Ogawa-no-miya (小川宮)
- Riei

Inoltre adottò il principe Hikohito (彦仁王), e con tutta probabilità era il padre naturale di almeno un figlio illegittimo, il celebre maestro zen Ikkyū Sōjun (一休宗純), avuto da una dama di corte di basso rango.